# 林貞行
林 貞行（はやし さだゆき、1937年11月10日 - ）は、日本の外交官。外務事務次官ののち駐英大使に就任したが、外務省機密費流用事件の責任を問われ、大使を更迭された。

## 来歴・人物
広島県竹原市忠海町出身。父親の林知彦も外交官。中学時代は、米国ワシントン州シアトル、3年時に東京に戻り麹町中学入学、さらに学力的に日比谷高には届かないということで郷里・広島県の忠海高校に入学。都立日比谷高校には高校1年時に編入学をした。1960年（昭和35年）、東京大学教養学部教養学科国際関係論専攻卒業。同年、外務省入省。外務省同期には福田博、谷野作太郎（駐中国大使・内閣外政審議室長）、伊藤憲一、片倉邦雄ら。
園田直内閣官房長官（福田赳夫内閣）秘書官、外務省経済局審議官などを経て1987年（昭和62年）、ジュネーブ国際機関日本政府代表部公使。1989年（平成元年）、外務省経済局長。1992年（平成4年）、官房審議官。同年6月、官房長。1994年（平成6年）2月、外務審議官（経済担当）。1995年（平成7年）、外務事務次官就任。2010年7月外務省顧問退任。
非条約マフィアで経済畑が長く、外務審議官（経済担当）を経て事務次官に就任した。経済畑出身の次官には村田良平らがいるが、比較的異例だった。当時の日米経済摩擦で通産省や運輸省が交渉の矢面に立ち、外務省の存在感が薄くなっていた時に、“ガットの神様”と省内で呼ばれたようにガットに精通し、また従来の唯我独尊的な外交官像とは異なり、これら他省庁の人間からも林のウケが良かったからだともされている。
1997年（平成9年）9月、駐英大使に就任するも、2001年（平成13年）1月、外務省機密費流用事件で厳重訓戒処分を受け、給与自主返納。同年8月事件の責任を問われ、小泉純一郎内閣総理大臣の意向で駐英大使から更迭された。また、駐英大使在職中の2000年に日本大使館コレクション盗難事件が発覚し、その杜撰な管理体制に批判が起こった。2001年の更迭人事では林とともに外務次官川島裕、駐米大使柳井俊二、国際協力事業団総裁斎藤邦彦 (外務官僚)が更迭された。
2010年7月に岡田克也外務大臣の意向で外務省顧問を退任、同年12月に外務省顧問再任。2004年から東京電力監査役を務め、福島第一原子力発電所事故を受け、2012年6月27日の株主総会で退任。
2014年11月、秋の叙勲において瑞宝大綬章を受章。

## 同期
- 福田博（最高裁判所裁判官、外務審議官）
- 谷野作太郎（駐中国大使、駐インド大使、内閣外政審議室長）
- 数原孝憲（青年海外協力隊事務局長、駐アイルランド大使、駐ナイジェリア大使）
- 小野寺龍二（駐墺大使）
- 伊藤憲一（日本国際フォーラム理事長、青山学院大学教授）
- 太田博（日本国際フォーラム専務理事、駐タイ王国大使、国際交流基金専務理事、駐サウジアラビア大使）
- 小西芳三（駐ペルー大使）
- 片倉邦雄（大東文化大学教授、駐エジプト大使、駐イラク大使、駐アラブ首長国連邦大使）
- 古川栄一（日本国際戦略センター設立）